# علم التسلسل الزمني الكوني
علم التسلسل الزمني الكوني (Nucleocosmochronology أو cosmochronology) وهي تقنية جديدة نسبيا تدرس التطور الزمني للأجرام والأحداث الفلكية. وتستخدم هذه التقنية عددا من النيكوليدات المشعة بطريقة مشابهة جدا لاستخدام نظير الكربون المشع C14 في العينات الأثرية التي يرجع تاريخها.
وقد تم بالفعل استخدامها بنجاح لتحديد عمر الشمس (4.57 ± 0.02 مليار سنة) وعمر قرص المجرة الرقيق (8.3 ± 1.8 مليار سنة) وغيرها. كما تم استخدامها لتقدير عمر مجرة درب التبانة نفسها، كما استخدمت في دراسة حديثة للنجمة CS31082 - 001. العوامل التي تحد من تطور هذه الطريقة هي قلة الدقة في مشاهدات النجوم الخافتة وعدم التأكد من وفرة العناصر النووية الأصلية فيها.